# Kosovo Campaign Medal
Die Kosovo Campaign Medal ist eine militärische Auszeichnung der US-Streitkräfte, die auf Anweisung von Bill Clinton am 3. Mai 2000 eingeführt wurde. Die Auszeichnung wurde an Soldaten verliehen, die vom 24. März 1999 bis zum 31. Dezember 2013 ihren Dienst im Kosovo leisteten.
Der Verdienstorden wird an Angehörige der US-Streitkräfte verliehen die an 30 aufeinander folgenden Tagen oder mehr als 60 Tage an folgenden Operationen teilgenommen haben.
- Operation Allied Force: 24. März 1999 bis 10. Juni 1999
- Operation Allied Harbor: 4. April 1999 bis 1. September 1999
- Operation Shining Hope: 4. April 1999 bis 10. Juli 1999
- Operation Noble Anvil: 24. März 1999 bis 20. Juli 1999
- Operation Joint Guardian: 11. Juni 1999 bis zum Abschluss dieser Operation

An die Teilnehmer der folgenden Task Forces wurde die Auszeichnung ebenfalls verliehen.
- Task Force Hawk: 5. April 1999 bis 24. Juni 1999
- Task Force Saber: 31. March 1999 bis 8. Juli 1999
- Task Force Hunter: 1. April 1999 bis 1. November 1999
- Task Force Falcon: 11. Juni 1999 bis zum Abschluss der Operation Joint Guardian

Die Träger der Kosovo Campaign Medal können zusätzlich noch mit der NATO-Medaille für den von der NATO geführten Auslandseinsatz im Kosovo (KFOR) ausgezeichnet werden.